# درخت‌نوردان کیسه‌دار
درخت‌نوردان کیسه‌دار (نام علمی: Phalangeridae) تیره‌ای از کیسه‌داران شب‌زی هستند که در استرالیا و گینه نو زندگی می‌کنند. این تیره شامل کوسکوس‌ها، صاریغ‌های دم‌قلمویی، و خویشاوندان نزدیک آن‌ها است. این جانوران درخت‌پیما هستند و در گستره طولانی از جنگل‌ها، از جمله جنگل‌های اکالیپتوس، یافت می‌شوند. بعضی گونه‌های عضو این تیره نیز شبه‌زمین‌زی هستند.
این تیره دربرگیرنده ۱۸ گونه در ۶ سرده است. درخت‌نوردهای کیسه‌دار بدنی پرحجم و قوی، صورت کوتاه، و چشمان رو به جلو دارند. دم آن‌ها دراز است و در بعضی گونه‌ها بسیار پشمالو است.

## رده‌بندی
تیره درخت‌نوردان کیسه‌دار دارای ۲۸ گونه در ۶ سرده است:
- زیرخانواده کوسکوس خرسی
  - سرده کوسکوس خرسی
    - کوسکوس خرسی تالود (Ailurops melanotis)
    - کوسکوس خرسی سولاوسی (Ailurops ursinus)

  - سرده کوسکوس‌های زمین‌رو
    - کوسکوس کوتوله سولاوسی (Strigocuscus celebensis)
    - کوسکوس بانگای (Strigocuscus pelegensis)
- زیرخانواده Phalangerinae
  - تبار Phalangerini
    - سرده پره‌کیسه‌دارها
      - کوسکوس گب (Phalanger alexandrae)
      - کوسکوس کوهی (Phalanger carmelitae)
      - کوسکوس خاکی (Phalanger gymnotis)
      - کوسکوس معمولی شرقی (Phalanger intercastellanus)
      - کوسکوس وودلاک (Phalanger lullulae)
      - کوسکوس چشم‌آبی (Phalanger matabiru)
      - کوسکوس تلفومین (Phalanger matanim)
      - کوسکوس معمولی جنوبی (Phalanger mimicus)
      - کوسکوس معمولی شمالی (Phalanger orientalis)
      - کوسکوس آراسته (Phalanger ornatus)
      - کوسکوس روتشیلد (Phalanger rothschildi)
      - کوسکوس ابریشمی (Phalanger sericeus)
      - کوسکوس اشتاین (Phalanger vestitus)

    - سرده کوسکوس‌های خال‌دار
      - کوسکوس جزیره آدمیرالتی (Spilocuscus kraemeri)
      - کوسکوس خالدار معمولی (Spilocuscus maculatus)
      - کوسکوس وایجیو (Spilocuscus papuensis)
      - کوسکوس خالدار خال‌سیاه (Spilocuscus rufoniger)
      - کوسکوس خالدار چشم‌آبی (Spilocuscus wilsoni)

  - تبار Trichosurini
    - سرده صاریغ‌های دم‌قلمویی
      - صاریغ دم‌قلمویی شمالی (Trichosurus arnhemensis)
      - صاریغ کوتاه‌گوش (Trichosurus caninus)
      - صاریغ دم‌قلمویی کوهی (Trichosurus cunninghami)
      - صاریغ دم‌قلمویی مسی (Trichosurus johnstonii)
      - صاریغ دم‌قلمویی معمولی (Trichosurus vulpecula)

    - سرده Wyulda
      - صاریغ دم‌پولکی (Wyulda squamicaudata)